# Ion Dumitrescu
Ion Dumitrescu, né le 18 juillet 1925 à Bucarest et mort en 1999, est un tireur sportif roumain.

## Palmarès

### Jeux olympiques
- 1960 à Rome
  -  Médaille d'or en fosse olympique [1]